# 逢川亮子
逢川 亮子（あいかわ りょうこ、1949年3月22日 - ）は、日本の女性声優、ナレーター。大沢事務所所属。東京都出身。
一時期、落合美穂 落合光子名義で活動していた。

## 略歴
明治大学卒業。
以前は黒沢良事務所に所属していた。

## 出演
太字はメインキャラクター。

### テレビアニメ
1970年
- サザエさん（1970年 - 不明、波野タイ子〈初代〉）

1974年
- 破裏拳ポリマー（南波テル）

1975年
- ドン・チャック物語（ララ〈初代〉、ミミ〈初代〉）

1998年
- 夢で逢えたら（帆高園長）

2011年
- Persona4 the ANIMATION（2011年 - 2014年、完二の母） - 2シリーズ

2016年
- ハルチカ〜ハルタとチカは青春する〜（芹澤響子）

### ゲーム
1997年
- ツタンカーメンの謎 アンク

### ドラマCD
- 夢で逢えたら（園長）

### その他
- おはなし絵本 みんなのじ まみむめも
- おはなし絵本 こどももちゃん
- 宮部みゆきの紙吹雪の語り（日本文芸社にて開催）平成20年11月1日〜2日

### シリーズ一覧
1. ↑  『Persona4 the ANIMATION』（2011年 - 2012年）、『Persona4 the Golden ANIMATION』（2014年）